# Macronus kelleyi
El timalí de Kelley (Macronus kelleyi) es una especie de ave paseriforme de la familia Timaliidae endémica del este de Indochina. 

## Distribución y hábitat
Se encuentra únicamente en el este de Indochina, distribuido por Vietnam, Laos y Camboya. Su hábitat natural son los bosques húmedos tropicales.